# آژانس نظارتی

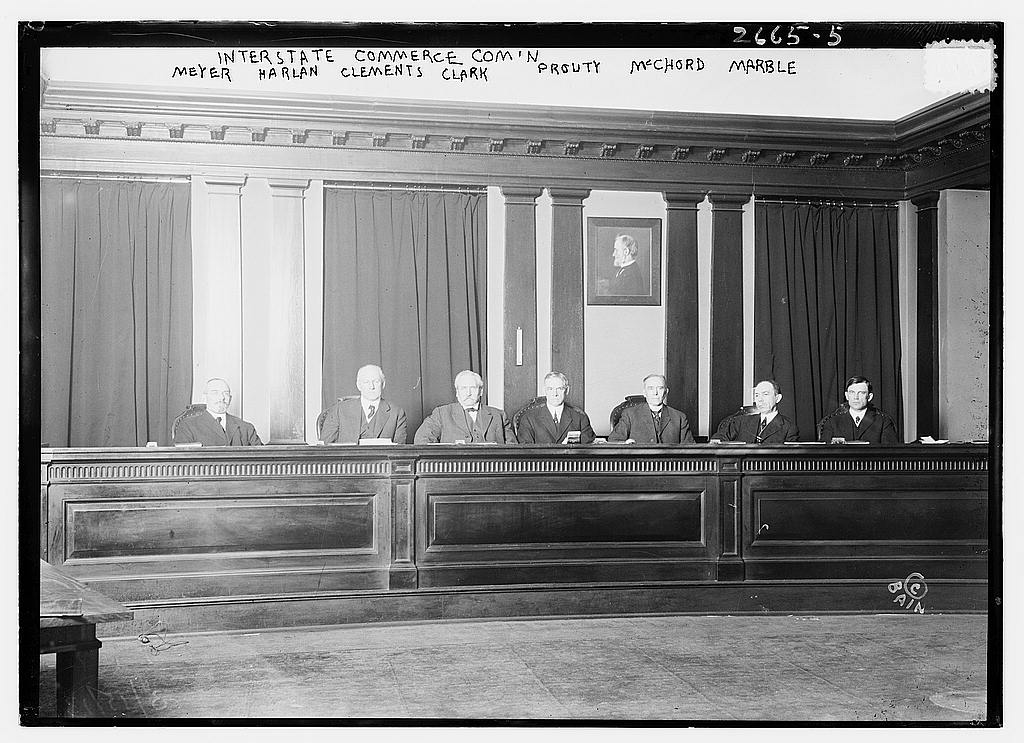
تصویر آژانس نظارتی

آژانس نظارتی (انگلیسی: Regulatory agency) آژانس تنظیم مقررات یا نهاد نظارتی، یک سازمان دولتی یا اداره دولتی است، که مسئولیت اعمال نظارت و تنظیم مقررات را در بعضی از حوزه‌های فعالیت انسان، دارا می‌باشد. یک نهاد نظارتی یک سازمان کنترل‌کننده مستقل است، که اغلب به صورت مستقل از سایر بخش‌های دولت عمل می‌نماید. آژانس‌های نظارتی با تدوین و تنظیم مقررات در زمینه‌های قوانین و مقررات اداری، قوانین ثانویه و قضایی، همچنین اقدام به اعمال نظارت و کنترل در راستای اجرای این قوانین و مقررات می‌نمایند. آژانس‌های نظارتی اغلب بخشی از قوه مجریه در دولت می‌باشد، که دارای مجوز قانونی برای انجام وظایف نظارتی خود از قوه مقننه است. اقدامات آن‌ها عموماً در راستای بازبینی قانون است. مقامات نظارتی اغلب برای اجرای استانداردها و مقررات ایمنی یا اعمال نظارت بر استفاده از کالاها و تنظیم قوانین تجارت فعالیت می‌نمایند. نمونه‌هایی از آژانس‌های نظارتی در کشورهای مختلف شامل: کمیسیون بازرگانی میان ایالتی، سازمان غذا و دارو ایالات متحده اداره تنظیم مقررات دارو و محصولات بهداشتی انگلستان و سازمان تنظیم مقررات و ارتباطات رادیویی می‌باشند.